# 持株会
持株会（もちかぶかい）とは、持株制度により株式を取得する組織である。持株制度とは、「金銭を拠出し会社の株式を取得する仕組み」である。
持株会の参加者は手間をかけずに少額の資金で投資ができ、会社は安定株主を形成できるというメリットがある。
なお、株式の取得にはドル・コスト平均法等が用いられる。

## 持株会の種類

### 従業員持株会
会社及び子会社等の従業員が、当該会社の株式取得を目的とする組織である。組織形態は、民法第667条第1項に基づく組合である。 多くの企業において、従業員持株会の加入者に奨励金が支給されている。
俗に社員持株会とも呼ばれるが、ここでいう「社員」の語には出資者（株主）としての意味は包含されていない。

### 拡大従業員持株会
非上場会社の従業員が、当該非上場会社の親会社等の上場会社の株式取得を目的とする組織である。 複数の非上場会社の従業員により、「グループ従業員持株会」を設立することもできる等の特則以外は、従業員持株会に準拠する。

### 役員持株会
会社の役員が、当該会社の株式取得を目的とする組織である。従業員持株会とは別組織となる。

### 取引先持株会
会社の取引先が、当該会社の株式取得を目的とする組織である。取引先は当該会社が指定する。